# 2 피스톨스
2 피스톨스(2 Pistols, 본명: Jeremy Lemont Saunders, 1983년 6월 11일 ~ )는 미국의 랩가수이다. 현재 캐쉬 머니 레코드 소속이며, 플로리다주 출신이다. 그는 2008년 히트 싱글인 "She Got It"을 발매했다.

## 음반 목록

### 정규 음반
- 2008: Death Before Dishonor
- 2010: Arrogant